# Hasri Ainun Habibie
Hasri Ainun Habibie (ur. 11 sierpnia 1937 w Semarang, zm. 22 maja 2010 w Monachium) – żona prezydenta Indonezji B. J. Habibiego, pierwsza dama Indonezji w okresie od 21 maja 1998 do 20 października 1999.